# Anthony Williams (Musiker)
Anthony „Tony“ Williams (* 24. Juni 1931 in Port of Spain; † 21. Dezember 2021 ebenda) war ein trinidadischer Erfinder, Wegbereiter und Musiker der Steel Pan.

## Leben
Williams wurde im General Hospital geboren und wuchs an der Nepal Street im Stadtteil St. James auf. Er gehört neben Winston „Spree“ Simon, Neville Jules und Elliot Mannette zu den großen Entwicklern der Steel Pan. Als 20-Jähriger war er Mitglied des Trinidad All Steel Percussion Orchestra TASPO, welches England besuchte.
1953 stellte Tony Williams eine Soprano Pan vor, deren Tonanordnung dem Quintenzirkel entsprach. Weil diese Tonanordnung wie ein Spinnennetz aussah, taufte Williams sein Instrument Spider Web Pan. Seither ist die solchermaßen angeordnete und gebaute Soprano Steel Pan das einzige Musikinstrument, welches das bis zu diesem Zeitpunkt theoretische Konzept des Quintenzirkels originalgetreu in die Praxis umsetzt.
Diese Erfindung Williams’ ist weltweit akzeptiert und es gibt mittlerweile nur noch vereinzelt Steel-Pan-Bauer, die abweichende Tonanordnungen anfertigen.
Tony Williams war Bandleader, Pantuner und Arrangeur der Pan Am North Stars und gewann mit dieser Gruppe 1962 und 1963 den nationalen Steelbandwettbewerb Panorama.
1992 wurde Tony Williams die Chaconia Medal in Gold verliehen. Überdies erhielt er 2008 in Anerkennung seiner Leistungen vom Präsidenten George Maxwell Richards den höchsten Orden Trinidads Order of the Republic verliehen.
Williams starb 2021 90-jährig an den Folgen einer COVID-19-Infektion.